# Rockwell Blake
Rockwell Blake (Plattsburgh, 10 gennaio 1951) è un tenore statunitense, uno dei maggiori specialisti del repertorio rossiniano.

## Biografia
Blake studiò musica inizialmente alla State University of New York at Fredonia e successivamente alla Catholic University of America. 
Lasciata la Catholic University, prestò servizio per tre anni nella Marina degli Stati Uniti come membro del coro maschile dei Sea Chanters e successivamente come solista della Banda della Marina degli Stati Uniti. In quel periodo, egli continuò lo studio del canto con Renata Carisio Booth, sua insegnante dai tempi del liceo.
Grazie all'appoggio di Evelyn Lear e di suo marito Thomas Stewart, che avevano preso in simpatia il giovine tenore e lo presentarono al loro agente, egli poté debuttare in palcoscenico nel 1976 alla Washington National Opera come Lindoro ne L'italiana in Algeri di Gioachino Rossini, e iniziare quindi la sua carriera americana (e non solo). Nel 1981 fece la sua prima apparizione al Metropolitan Opera di New York, sempre come Lindoro, a fianco di Marilyn Horne nella parte di Isabella. Diventò ben presto uno dei capofila della cosiddetta "Rossini-renaissance", spostando in Europa il centro della sua attività e cantando regolarmente al Rossini Opera Festival di Pesaro fin dal 1983. Fu inoltre interprete del Pirata di Vincenzo Bellini nel 1984 al Teatro Pergolesi di Jesi. La sua unica apparizione al Teatro alla Scala risale al 1992, nel ruolo di Giacomo de La donna del lago, sotto la direzione di Riccardo Muti. Fu la prima produzione scaligera dell'opera da 150 anni a quella parte, allestita per festeggiare il bicentenario della nascita di Rossini, e fu ripresa dalla RAI.
Alcuni critici hanno espresso riserve riguardo al timbro piuttosto aspro del tenore statunitense, ma le due ottave e mezzo di estensione, la vorticosa coloratura e la strabordante personalità  ne hanno fatto un apprezzatissimo interprete non solo delle parti tenorili rossiniane - in particolare quelle scritte per il tenore contraltino Giovanni David - (della cui recente florida rinascita Blake deve considersi forse l'attore principale), ma anche di alcuni personaggi del teatro musicale di Mozart, Donizetti, Händel e Bellini.
Il repertorio di Blake conta più di 40 opere, incluse rarità come la Zelmira di Rossini, la Zaide di Mozart, Il furioso all'isola di San Domingo di Donizetti.
Dal 2001 si è dedicato all'insegnamento del canto e ha tenuto dei master class presso l'Associazione Lirica Concertistica Italiana di Milano, il Conservatoire de Paris, l'Accademia nazionale di Santa Cecilia di Roma, la Duke University della Carolina del Nord, la State University di New York, la Hamburgische Staatsoper e ai corsi per giovani artisti del Lyric Opera di Chicago.
Il 27 dicembre 1992 il Presidente Scalfaro l'ha insignito dell'onorificenza di Ufficiale dell'Ordine al merito della Repubblica italiana.
Le sue ultime apparizioni sul palcoscenico sono state come Giacomo V ne La donna del lago di Rossini (Lisbona, 2005) e come Libenskof ne Il viaggio a Reims di Rossini (Montecarlo, 2005).

## Repertorio
| Ruolo               | Titolo                              | Autore    |
| ------------------- | ----------------------------------- | --------- |
| Gualtiero           | Il pirata                           | Bellini   |
| Elvino              | La sonnambula                       | Bellini   |
| Arturo Talbo        | I puritani                          | Bellini   |
| Georges             | La dame blanche                     | Boieldieu |
| Gerard              | Lakmé                               | Delibes   |
| Seide               | Alina, regina di Golconda           | Donizetti |
| Lord Riccardo Percy | Anna Bolena                         | Donizetti |
| Fernando            | Il furioso all'isola di San Domingo | Donizetti |
| Edgardo             | Lucia di Lammermoor                 | Donizetti |
| Fernando            | Marin Faliero                       | Donizetti |
| Tonio               | La Fille du régiment                | Donizetti |
| Ernesto             | Don Pasquale                        | Donizetti |
| Orphée              | Orphée et Eurydice                  | Gluck     |
| Renaud              | Armide                              | Gluck     |
| Oronte              | Alcina                              | Händel    |
| Jupiter             | Semele                              | Händel    |
| Adriano             | Il crociato in Egitto               | Meyerbeer |
| Robert              | Robert le Diable                    | Meyerbeer |
| Raoul de Nangis     | Les Huguenots                       | Meyerbeer |
| Mitridate           | Mitridate, re di Ponto              | Mozart    |
| Don Anchise         | La finta giardiniera                | Mozart    |
| Idomeneo            | Idomeneo                            | Mozart    |
| Don Ottavio         | Don Giovanni                        | Mozart    |
| Ferrando            | Così fan tutte                      | Mozart    |
| Gomatz              | Zaide                               | Mozart    |
| Tito                | La clemenza di Tito                 | Mozart    |
| Ferdinando          | Il Flaminio                         | Pergolesi |
| Dorvil              | La scala di seta                    | Rossini   |
| Conte Alberto       | L'occasione fa il ladro             | Rossini   |
| Lindoro             | L'italiana in Algeri                | Rossini   |
| Don Narciso         | Il turco in Italia                  | Rossini   |
| Norfolk             | Elisabetta, regina d'Inghilterra    | Rossini   |
| Conte d'Almaviva    | Il barbiere di Siviglia             | Rossini   |
| Rodrigo             | Otello                              | Rossini   |
| Don Ramiro          | La Cenerentola                      | Rossini   |
| Rinaldo             | Armida                              | Rossini   |
| Osiride             | Mosè in Egitto                      | Rossini   |
| Selimo              | Adina                               | Rossini   |
| Oreste              | Ermione                             | Rossini   |
| Giacomo V           | La donna del lago                   | Rossini   |
| Ilo                 | Zelmira                             | Rossini   |
| Idreno              | Semiramide                          | Rossini   |
| Conte di Libenskof  | Il viaggio a Reims                  | Rossini   |
| Ory                 | Le Comte Ory                        | Rossini   |
| Giove               | Le nozze di Teti e di Peleo         | Rossini   |
| Duca di Mantova     | Rigoletto                           | Verdi     |

## Premi e riconoscimenti
- Richard Tucker Award 1978
- Cavaliere Ufficiale, Ordine al Merito della Repubblica Italiana 1992
- Diapason d'Or de l'Aneé 1994
- Honorary Degree - Doctor of Music, State University of New York
- Victoire de la Musique 1997
- Chevalier de l'Ordre des Arts et Lettres de la République Française 2000
- Grand Prix du Palmarès des Palmarès 2004

## Discografia
Opere
- Boieldieu - La Dame blanche Direttore Marc Minkowski (CD Angel/EMI)
- Donizetti - Alina, regina di Golconda Direttore Antonello Allemandi (CD Nuova Era)
- Donizetti - Marin Faliero Direttore Ottavio Dantone (DVD Hardy Classic)
- Mozart - Mitridate Re di Ponto Direttore Theodor Guschlbauer (DVD Euro Arts)
- Rossini - Il barbiere di Siviglia Direttore: Ralf Weikert (DVD Deutsche Grammophon)
- Rossini - Il barbiere di Siviglia, Direttore: Bruno Campanella (CD Nuova Era)
- Rossini - La donna del lago, Direttore: Riccardo Muti (CD Philips/Decca- DVD La Scala Collection) 1992
- Rossini - La donna del lago, Direttore: Claudio Scimone (CD Ponto)
- Rossini - Elisabetta Regina d'Inghilterra Direttore Gabriele Ferro (DVD Hardy Classic)

Recitals
- Airs d'Opéras Français (CD EMI)
- Encore Rossini (CD Arabesque Recordings)
- The Mozart Tenor (CD Arabesque Recordings)
- Rossini Melodies (CD EMI)
- The Rossini Tenor (CD Arabesque)
- Donizetti Scenes & Ouvertures (CD OperaRara)